# 건 트럭

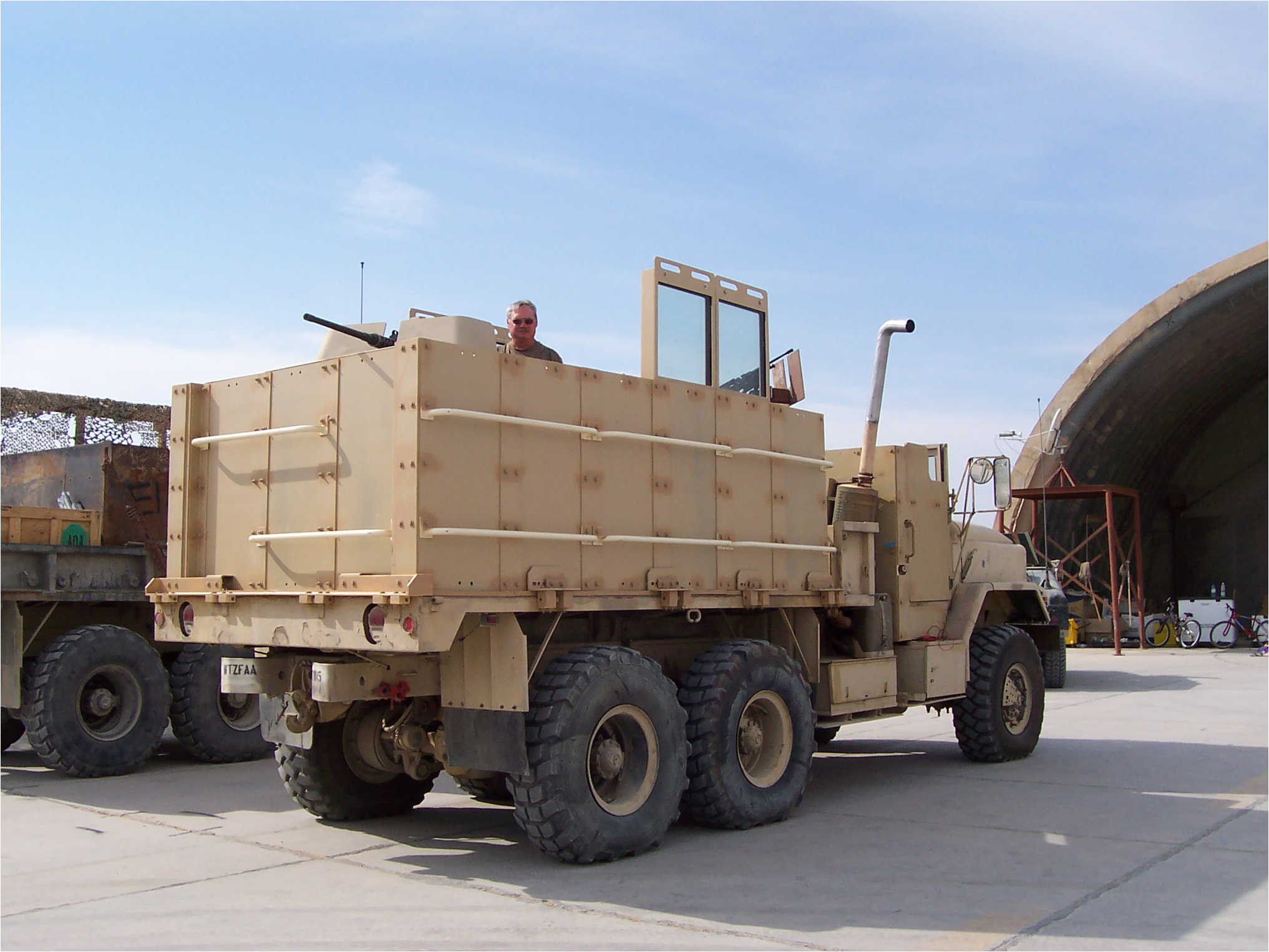
이라크에서 사용 중인 건 트럭. 사진의 건트럭은 M939 5톤 트럭에 건트럭용 장갑키트를 장착한 것이다

건 트럭(Gun Truck)은 일반 군용 트럭에 장갑판을 부착하고 무장을 강화한 트럭을 얘기하지만, 주로 "건 트럭"이라고 할때는 베트남 전쟁 당시 미군 수송부대 병사들이 현지에서 개조한 트럭을 가리킨다. 장갑차 수준으로 개량된 트럭이 아니다.

## 건트럭의 유래
베트남 전쟁은 전후방의 개념이 없고, 막말로 물소로 농사를 짓던 농부들이 갑자기 AK-47과 RPG-7을 들고 미군과 남베트남군을 공격하기도 했던 전쟁이다. 또 울창한 밀림은 비정규 게릴라 부대인 베트콩들과 밀림에 익숙한 북베트남 정규군에게 유리한 지형이었다. 이런 상황에서 일반 수송부대 병사들은 시도때도 없이 저격, 부비트랩, 매복기습공격을 당했고, 이로 인한 피해가 늘어나자 임시방편으로 자신들이 몰고 다니는 군용 트럭에 장갑판을 덧대고 기관총을 달아 무장을 강화한 것이다.
제식 규격에 의한 보급품이 아니고 현지 수송부대 병사들이 주변에서 눈에 띄이는 철판, 나무, 모래주머니 등을 닥치는 대로 덕지덕지 트럭에 용접해 붙여서 방어력을 강화한 것이기 때문에 똑같은 모양을 가진 건 트럭이 없다. 이 건 트럭은 베트남 전쟁의 또 다른 상징물이기도 하다.

## 부활한 건트럭
2006년 현재 진행 중인 이라크 전쟁에서 이 건트럭은 다시 등장했다. 베트남처럼 밀림은 없지만, 도시 게릴라들에 의한 저격이나 매복 공격, 폭탄 공격 등 크고 작은 전투가 계속 발생하고 이로 인한 피해가 늘어나자 현지 미군이 베트남 전쟁때처럼 자신들의 트럭에 역시 덕지덕지 눈에 띄이는 철판, 나무 합판 등을 붙인 것이다(적군의 사용 화기도 베트남 전쟁때와 똑같이 AK 소총과 RPG-7이다). 개중에는 이왕이면 다홍치마라고 사막의 뜨거운 햇빛을 피하고자 지붕을 단 것도 있다. 이런 트럭들은 지나치게 많이 장갑판을 붙이면 기동력과 물자 적재량이 저하되기 때문에 주로 운전병 탑승 구역을 집중적으로 하는 경향이 있다. 장갑을 강화한 장갑형 험비들도 임시 방편의 급조 장갑판을 덧대는 경우가 흔히 목격된다.
이런 상황을 보다 못한 미군은 트럭 종류별로 규격화된 장갑키트를 제작하여 현지 부대에 지급하고 있는 중이다. 대개 무장은 M2 중기관총, M249 미니미 정도가 대부분이다.
역으로 이런 상황은 이라크 현지 사정이 어떤가에 대한 반증이 되고 있다.

## 또 다른 건트럭
일반 민수용 픽업 트럭에 M2 중기관총이나 M249 미니미 기관총을 달아서 간이형 무장 트럭으로 개조한 것이 있다. 미군은 이를 가리켜 테크니컬이라고 호칭하고 주로 특수부대에서 사용한다. M2 브래들리나 장갑형 험비 같은 제대로 된 군용 기갑차량을 끌고 다니기에는 여러 가지 이유로 부담이 큰 탓이다.
그러나 미군에서 "테크니컬"이라고 부르는 픽업 트럭 개조 무장 차량은 아프리카나 중동같은 가난한 국가들의 게릴라들도 많이 사용하고 있고, 영화 《블랙호크 다운》에서도 이 픽업 트럭이 몇 차례 등장한다.